# Zenóbio Toscano
Zenóbio Toscano de Oliveira (Ingá, 4 de setembro de 1945 — João Pessoa, 14 de junho de 2020) foi um político brasileiro filiado ao PSDB. Foi prefeito do município de Guarabira, no Estado da Paraíba, até 14 de junho de 2020

## Biografia
Nascido em Ingá, em 04 de setembro de 1945, filho de Edivardo Toscano de Oliveira e Maria do Carmo Torres Toscano. Era casado com a ex-deputada estadual Maria Hailéa Araújo Toscano (PSDB/PSB), pai de quatro filhos e formado em engenharia civil.

## Carreira política
Zenóbio começou sua vida pública sendo prefeito da cidade de Guarabira. Em 15 de novembro de 1982 foi eleito com 50,44% dos votos válidos, na disputa ao lado de Jáder Pimentel - PDS (49,09%) e Ademir Leal - PT (0,47%).
Em 1990 concorre pela primeira vez a deputado estadual na Paraíba pelo PMDB, conseguindo a votação de 14 936 votos, sendo o oitavo mais votado do pleito.[carece de fontes?]
Em 3 de outubro de 1994 é eleito mais uma vez deputado estadual com a votação de 34 837 votos, sendo o deputado mais votado do estado.[carece de fontes?]
Em 4 de outubro de 1998 Zenóbio conquista mais uma vez uma vaga na Assembleia Legislativa. O pleito de 98 foi marcado por uma grande polêmica: em 27 de abril de 1999 foi realizada a recontagem dos votos de deputado federal e deputado estadual nos municípios que integram a 10 ª Zona Eleitoral: Guarabira, Cuitegi (hoje não integra mais), Pilõezinhos e Araçagi. Apesar da recontagem e da anulação de alguns votos, Zenóbio não perdeu sua vaga.[carece de fontes?]
Em 2001, Zenóbio deixa o PMDB e filia-se ao PSDB.[carece de fontes?]
No dia 6 de outubro de 2002 é eleito para seu quarto mandato como deputado estadual na Paraíba.[carece de fontes?]
Em 2006 foi o mais votado do Estado, para deputado, com a votação de 38 265 votos. Foi a última vez que Zenóbio disputou o cargo de deputado estadual.[carece de fontes?]

### Prefeito de Guarabira
Em 7 de outubro de 2012 foi eleito prefeito de Guarabira para o mandato de 2013 - 2016, eleito com 16 000 votos.[carece de fontes?]
Em 2 de outubro de 2016 foi reeleito prefeito de Guarabira para o mandato de 2017 - 2020 com 15 609 votos, derrotando novamente seu adversário de 2012, Josa da Padaria que concorria pelo PSB e a ex-prefeita do município Fátima Paulino.[carece de fontes?]

## Outras funções públicas
Zenóbio Toscano foi secretário estadual da infraestrutura no governo de Ronaldo Cunha Lima e presidente da Companhia Paraibana de Gás (PB Gás) no governo de Ricardo Coutinho, em 2011, além de fazer parte da equipe de transição do governo.[carece de fontes?]

## Morte
Zenóbio morreu em 14 de junho de 2020, aos 74 anos. Estava internado desde o dia 6 de junho em João Pessoa se recuperando da COVID-19 quando sofreu um acidente vascular cerebral hemorrágico e não resistiu.